# Echiura
Gli Echiuroidei (Echiura, Sedgwick, 1898), anche chiamati echiuri, sono una sottoclasse dei Policheti, alla quale appartengono circa 140 specie di invertebrati marini.

## Descrizione
Le dimensioni lineari del corpo variano da qualche centimetro ai 40 cm Ikeda taenioides, che ha una proboscide di 150 cm, per una dimensione totale di quasi 2 m. Il corpo è sacciforme, e, così come negli altri anellidi, è rivestito di una cuticola di collagene ed è dotato ventralmente di alcune chete di β-chititna, che in questo caso sono uncinate e vengono usate per scavare.
L'estremità anteriore del corpo è costituita dalla proboscide: un organo sottile pre-orale, che può avere varia forma (per esempio biforcuta nella mediterranea Bonellia viridis) alla cui base si apre la bocca.

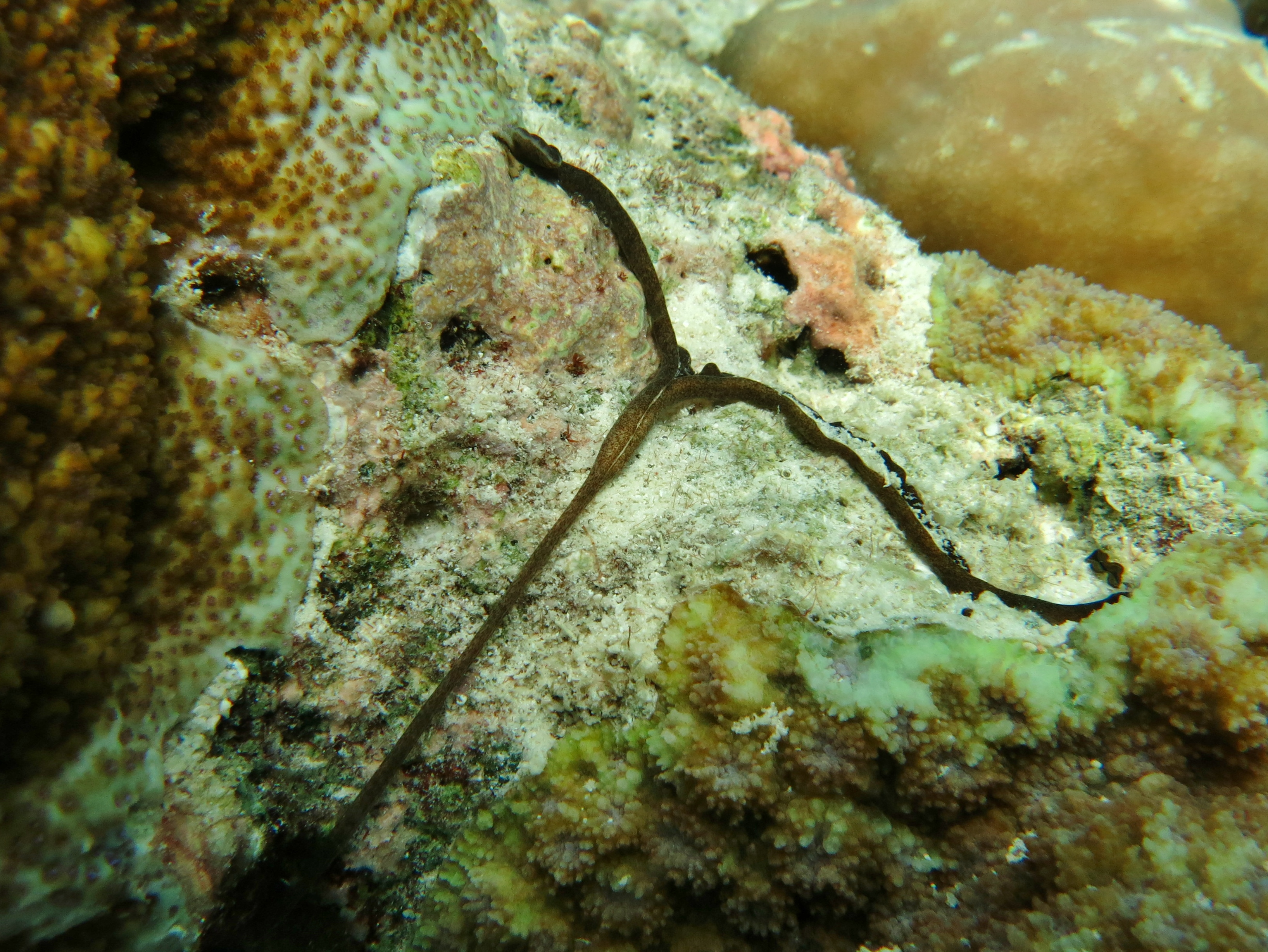
Caratteristica proboscide biforcuta di un echiuro

## Anatomia e fisiologia
L'apparato circolatorio, chiuso, è formato da un vaso dorsale e uno ventrale; il sangue è privo di pigmenti respiratori. Il sistema nervoso è privo di gangli.

## Riproduzione e sviluppo
I sessi sono separati. Nel caso di Bonellia viridis vi è un estremo dimorfismo sessuale, con la femmina lunga circa 30 cm e il maschio solo 2 mm. La larva è una tipica trocofora, dalla quale si sviluppa un individuo parzialmente metamerico, ma l'abbozzo di metameria scompare nell'adulto.
La determinazione del sesso della larva è di tipo metagamico, ovvero indipendente dalla fecondazione; la femmina di Bonellia viridis è in grado di prendere le larve ancora indifferenziate (senza sesso determinato) con la proboscide che usa per il nutrimento filtrando le particelle che si trovano sul terreno all'esterno della tana in cui si nasconde. Le larve sulla proboscide diventano maschi, poiché influenzate dagli ormoni femminili; le larve che invece non vengono prese, si lasciano trasportare fino al raggiungimento di un luogo sicuro (come la fenditura di una roccia) e, senza l'influenza degli ormoni femminili, diventano femmine.

## Habitat ed ecologia
La maggioranza delle specie vive in acque basse, ma vi sono anche specie adattate alle acque profonde. Gli animali vivono in cavità del substrato e sono quasi totalmente privi di movimento.

## Sistematica
Gli echiuri erano stati classificati come un phylum a sé stante da W. Newby nel 1940, studi seguenti hanno però ritrovato che gli echiuri sono degli anellidi che hanno secondariamente perso la metameria.
La sottoclasse contiene due ordini e cinque famiglie:
- Bonelliida
  - Bonelliidae Lacaze-Duthiers, 1858
  - Thalassematidae
- Echiurida
  - Echiuridae Quatrefages, 1847
  - Ikedidae Bock, 1942
  - Urechidae Monro, 1927

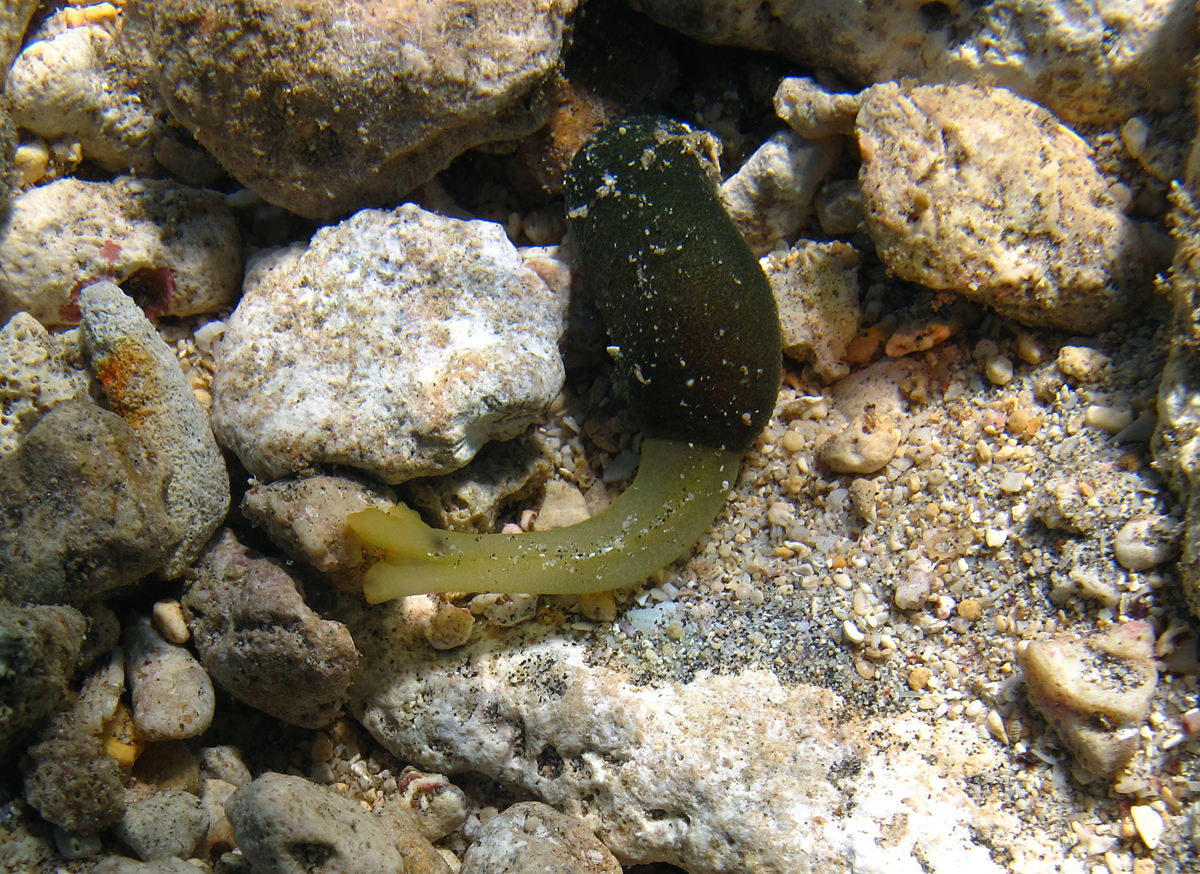
Un echiuro della famiglia Bonelliidae
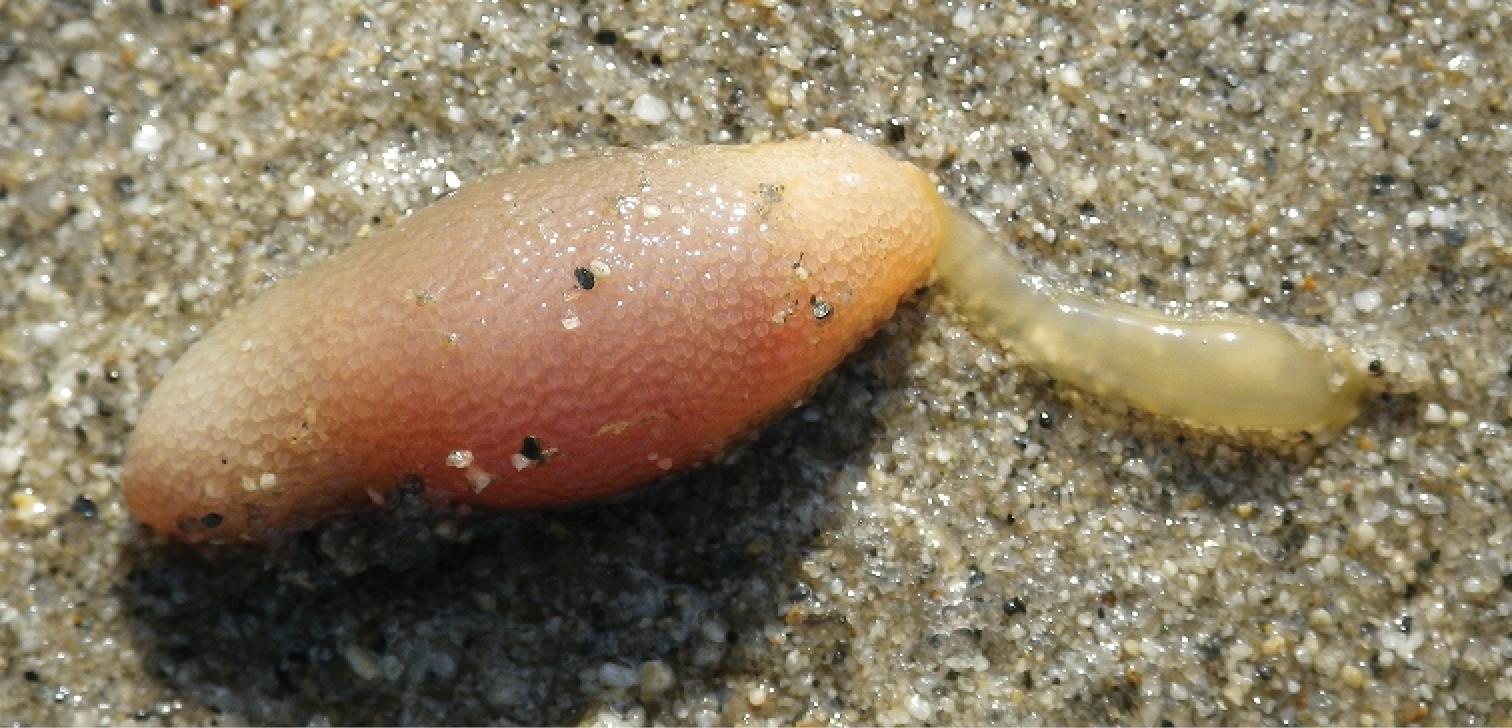
Arhynchite hayaoi, famiglia Thalassematidae
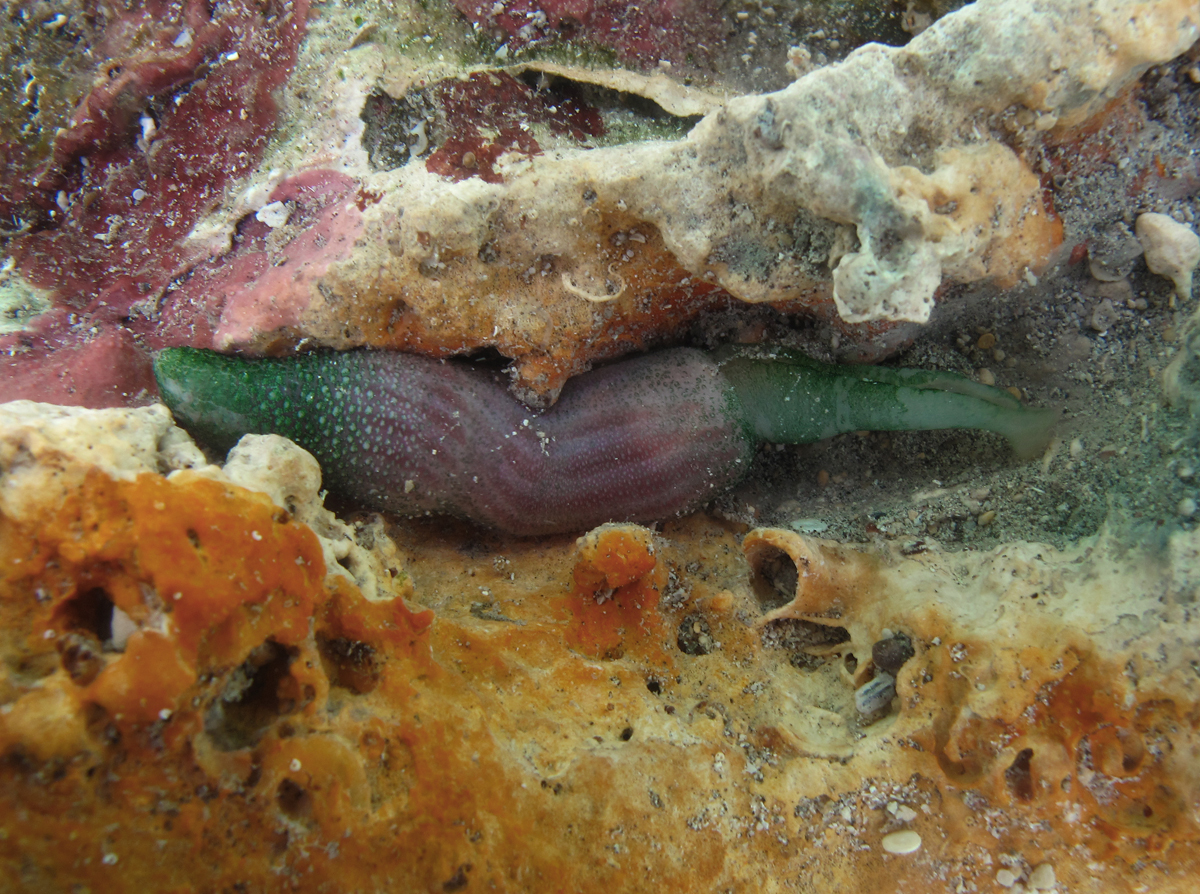
Ochetostoma erythrogrammon, famiglia Echiuridae
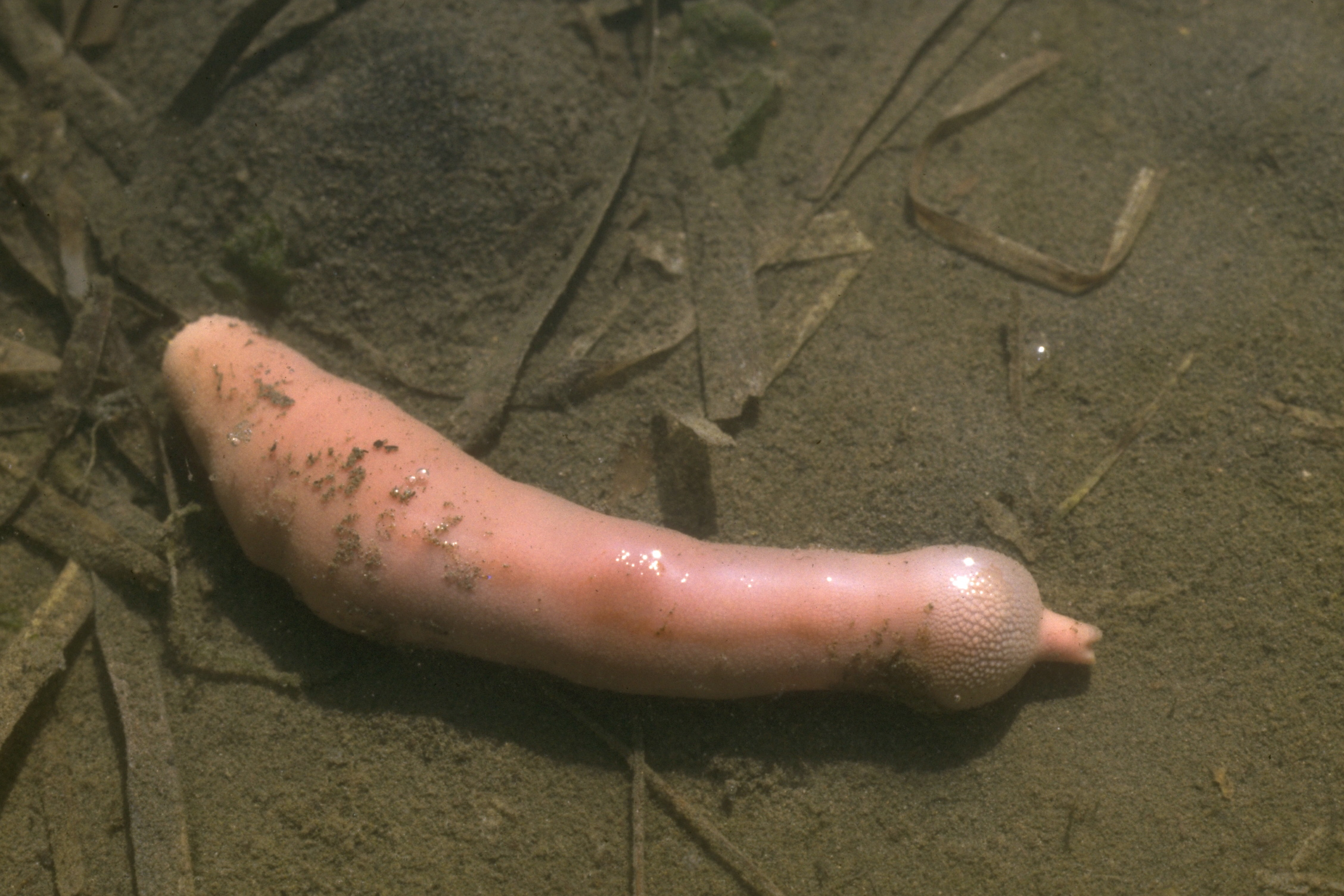
Urechis unicinctus, famiglia Urechidae

## Utilizzi
La specie Urechis unicinctus (Drasche, 1880) viene usata per scopi alimentari in Corea, Giappone e Cina.